# Le Pont du chemin de fer à Argenteuil
Le Pont du chemin de fer à Argenteuil est un tableau peint par Claude Monet entre 1873 et 1874. Il mesure 54 cm de haut sur 71 cm de large. Il est conservé au musée d'Orsay à Paris. Il représente le pont ferroviaire d'Argenteuil.